# Jake Borelli
Jake Borelli (* 13. května 1991, Columbus, Ohio, Spojené státy americké) je americký herec. Proslavil se především rolí Wolfganga v seriálu stanice Nickelodeon Super Thundermanovi (2015–2018) a rolí Dr. Levi Schmitta v seriálu stanice ABC Chirurgové (od roku 2017).
Borelli byl přijat na Kalifornskou univerzitu v Los Angeles a na Ohijské státní univerzitě, ale rozhodl se přestěhovat do Los Angeles a začít se věnovat herectví.

## Filmografie

### Film
| Rok  | Název                         | Role          | Poznámky            |
| ---- | ----------------------------- | ------------- | ------------------- |
| 2011 | Elf Employment                | Harlan        | krátkometrážní film |
| 2012 | Nesting                       | Josh          |                     |
| 2015 | Meanamorphosis                | Bryce         | krátkometrážní film |
| 2017 | #REALITYHIGH                  | Freddie Myers |                     |
| 2017 | In Searching                  | Jon           |                     |
| 2019 | A Cohort of Guests            | Host          | krátkometrážní film |
| 2019 | How's the World Treating You? | Gin           | krátkometrážní film |

### Televize
| Rok        | Název                      | Role             | Poznámky                                           |
| ---------- | -------------------------- | ---------------- | -------------------------------------------------- |
| 2009       | Agentura Jasno             | teenager Shawn   | hlavní role, 3 díly                                |
| 2010       | iCarly                     | Roy              | díl: „iSpace Out“                                  |
| 2010       | Zapomenutí                 | student          | díl: „Donovan Doe“                                 |
| 2010       | Famílie                    | Steveho kamarád  | díl: „Team Braverman“                              |
| 2010       | NCIS: Los Angeles          | Stefan Maragos   | díl: „Little Angels“                               |
| 2010       | True Jacksonová            | Harvey           | vedlejší role, 2 díly                              |
| 2011       | Greek                      | Student          | vedlejší role, 2 díly                              |
| 2011       | Zajatci předměstí          | Chlapec          | díl: „Charity Case“                                |
| 2012       | CeReality                  | Josh             | díl: „The Breakfast Table of Terror“               |
| 2014       | Gang Related               | Andy Schiller    | díl: „Invierno Cayó“                               |
| 2015–2018  | Super Thundermanovi        | Wolfgang         | vedlejší role, 13 dílů                             |
| 2016       | Námořní vyšetřovací služba | Dean Campbell    | díl: „React“                                       |
| 2017–dosud | Chirurgové                 | Dr. Levi Schmitt | vedlejší role (14.–15. řada) Main (16. řada–dosud) |
| 2018       | Grey's Anatomy: B-Team     | Dr. Levi Schmitt | internetový seriál, 3 díly                         |
| 2018–2020  | Station 19                 | Dr. Levi Schmitt | vedlejší role, 6 dílů                              |
| 2020       | The Thing About Harry      | Sam              | TV film                                            |